# Rivière Victorine
Rivière Victorine är ett vattendrag i Haiti. Det ligger i den östra delen av landet, 90 km nordost om huvudstaden Port-au-Prince.